# Homosexualita a katolická církev
Vztah katolické církve k homosexualitě a homosexuálním lidem je poměrně ambivalentní. Katechismus katolické církve označuje homosexuální chování za hříšné a nemorální, ale také tvrdí, že homosexuální osoby „mají být přijímány s úctou, soucitem a jemnocitem“ a „je třeba se vyhýbat náznakům nespravedlivé diskriminace“.

## Církevní nauka

### Katechismus
Současný Katechismus katolické církve, shrnuje církevní učení o homosexualitě následovně:
„Homosexualita označuje vztahy mezi osobami mužského nebo ženského pohlaví, které pociťují výlučnou nebo převažující pohlavní přitažlivost vůči osobám stejného pohlaví. V průběhu staletí a v různých kulturách nabývá velmi odlišné podoby. Její psychický vznik zůstává z velké části nevysvětlený. Tradice, opíraje se o Písmo svaté, které představuje homosexuální vztahy jako velmi závažnou zvrácenost, vždy hlásala, že ‚homosexuální úkony jsou svou vnitřní povahou nezřízené‘. Jsou proti přirozenému zákonu. Zavírají totiž pohlavní úkon před darem života. Nepocházejí z opravdového citového a sexuálního doplňování se. V žádném případě je nelze schvalovat.
Nemalý počet mužů a žen má hluboce zakořeněné homosexuální sklony. Tato objektivně nezřízená náklonnost je pro většinu z nich zkouškou. Třeba je přijímat s úctou, soucitem a jemnocitem a vyhýbat se jakémukoliv náznaku nespravedlivé diskriminace vůči nim. I tyto osoby jsou povolány plnit ve svém životě Boží vůli, a pokud jsou křesťany, spojovat s Pánovou obětí na kříži potíže, se kterými se mohou setkat v důsledku svého stavu.

Homosexuální osoby jsou povolány k čistotě. Ctnostmi ovládání se, které vychovávají k vnitřní svobodě, někdy i pomocí nezištného přátelství, modlitbou a s pomocí svátostné milosti mohou a mají postupně a rozhodně přibližovat ke křesťanské dokonalosti.“
Hojně citované slovní spojení „vnitřně nezřízený homosexuální úkon“ bývá často chápáno jako podněcující diskriminaci. Toto slovní spojení znamená, že sklon k hříšnému chování nemůže být z hlediska morálky označen za neutrální. Zmatení tužeb a nezřízenost, která vznikla prvotním hříchem, se však v katolické teologii netýká pouze homosexuálních osob, ale každý člověk má určité sklony k nezřízenému chování v jakékoliv oblasti. Během mše svaté zní „…ať žijeme v bezpečí před každým zmatkem“ a vztahuje se k celé církvi.  K některým otázkám sexuální etiky, včetně homosexuálního jednání, se vyjadřuje dokument Kongregace pro nauku víry Persona Humana z 29. prosince 1975. Dokument se staví kladně k podpůrné pastoraci homosexuálních osob a zdůrazňuje stanovisko katechismu.

### Teologie
Katolická církev a její teologové opírají svůj názor na homosexualitu o text Bible a Katechismus katolické církve. Zároveň je kladen důraz na dlouhodobou tradici.
Ačkoliv některé církevní ortodoxní kruhy používají pro obhajobu odmítavého názoru na homosexualitu dotčené biblickém texty, jejich praktická platnost je dnes značně odlišná než v době vzniku. Mezi některé z textů, o něž se katoličtí teologové opírají, patří například: Gen 19, 1-13; Soud 19; 1-30; Řím 1,22-27; 1Kor 6,9; 1Tim 1,10; Jud 7, jako nepřímé pak Gen 1 a 2[zdroj?].
Římskokatolická církev u homosexuality rozlišuje sklon, čin a vinu. Podle učení katolické církve není homosexuální sklon vinou, ale není správný. Dále rozlišuje mezi homosexuální náklonností a chováním. Zatímco homosexuální náklonnost je podle ní neovlivnitelná, a tudíž není sama o sobě hříšná, hříšné je naopak praktikování homosexuálního styku. Po homosexuálech je tedy požadováno žít v celibátu. Zároveň nejsou gayové přijímání mezi kandidáty na kněžství a nemohou být připuštěni k vysvěcení. Zbavení kněžského úřadu lze učinit i zpětně.
Katechismus katolické církve (čl. 2357) uvádí, že tradice „vždy prohlašovala, že homosexuální úkony jsou vnitřně nezřízené“. V pokoncilní době generovalo magisterium církve několik dokumentů, vyjadřující se k homosexualitě (např. O některých otázkách pohlavní etiky, Pastorace homosexuálních osob, Rodina, manželství a fakticky existující soužití atd.)
V některých katolických farnostech jsou k dispozici kněží, kteří poskytují pastorační a psychologické aktivity pro osoby ze sexuálních menšin (například v Ostravě). Církevní učení ve své komplexnosti však nadále zachovává odmítavé stanovisko.
Výklad, že svátost manželství si mohou udělit pouze muž a žena a každý sexuální styk mimo manželství, založené na trvalém vztahu muže a ženy, je podle katolické církve morálně nezřízený, zpochybnila kupříkladu německá teoložka Eleonore Becková (1926–2014) slovy „Ve svátosti manželství si dva lidé navzájem slibují lásku a věrnost; společenství, které vytvářejí, stává se obrazem našeho společenství s Bohem.“ ve svém „Malém katolickém katechismu“, kterému se dostalo církevního schválení nejen od papežské kurie, ale i od předsedy České biskupské konference Jana Graubnera v roce 2007. Výrazně se k této otázce vyjádřil dále kupříkladu v roce 2022 cášský biskup Helmut Karl Dieser, který upozornil, že změnil vlastní starší teologický názor tím, že věda ukazuje, že homosexualita není porucha, ani nemoc, ani projev neúplnosti, ani následek dědičného hříchu.

### Papež František
Pozornost vzbudila exhortace papeže Františka Amoris leatitia (Radost z lásky), která nemění zavedená pravidla církve, avšak lze z ní vnímat smířlivější pohled než v předchozích dokumentech. Dokument vyzývá k respektu homosexuality. Zároveň ale zachovává tradiční učení církve, co se homosexuality týče. Při návratu z celosvětového setkání mládeže v Brazílii roku 2013 papež František prohlásil, že nepovažuje za správné soudit homosexuály a to i v případě, že se jedná o kněze. Jeho slova vzbudila velký zájem médií, ovšem podle katolických představitelů papež pouze zdůraznil dosavadní přístup církve. Např. olomoucký arcibiskup Jan Graubner v souvislosti s papežovým výrokem zdůraznil, že katolíkům nikdy nevadila homosexualita jako taková, ale pouze homosexuální praktiky. Papež se roku 2013 sešel se zastáncem homosexuálních osob v církvi P. Michele de Paolis (Salesiáni Dona Bosca). Při setkání mu políbil ruce, což vzbudilo kritiku amerického pro-life serveru Life Site.
V rozhovoru s novináři v roce 2016 papež František prohlásil, že by křesťané a katolická církev měli požádat homosexuály o odpuštění za to, jakým způsobem se k nim v minulosti chovali. 

## Katolická církev v České republice
Arcibiskup Graubner pro Katolický týdeník uvedl, že církev má všem lidem nabízet pomoc, ale to neznamená, že se zapojí do programu oslavy jejich životního stylu, který je podle Graubnera v rozporu s Božím zákonem. Pomoc podle něj nemá být věcí reklamy, ale soukromí, a vyžaduje odborníky. Řekl: „Pomoci je možné jen tomu, kdo o ni skutečně stojí, kdo hledá cestu podle Krista a nechce, aby církev měnila Bibli.“ Česká katolická církev podle Stanislava Kostihy ze společenství Logos odporuje svým vlastním předpisům tím, že diskriminuje duchovní i církví zaměstnané laiky, kteří se vyoutovali. Biskup Tomáš Holub tvrdí, že na coming outu není z pohledu práce v církvi nic špatného, záleží však na tom, v jaké životní situaci se gay nebo lesba nachází. Zda například neohrožuje fungující rodinu a podobně. Pastorací homosexuálních osob na území ostravsko-opavské diecéze se zabývá farář Lukáš Engelmann.
V roce 2015, za velkého zájmu médií, zrušil tehdejší pražský arcibiskup Dominik Duka dvě akce, které se měly konat v kostele Nejsvětějšího Salvátora v době probíhajícího festivalu Prague Pride. Jednalo se o přednášku LGBTQ katolické aktivistky sestry Jeannie Gramickové a promítání filmu Ve jménu…. Duka se vyjádřil, že neodmítá diskuzi na toto téma, jen považuje načasování za nevhodné.

## Historie

### Prvotní církev
Křesťanská tradice vždy zakazovala jakoukoliv sexuální aktivitu mimo platné manželství. Postoje k homosexualitě se vyvíjely z nauky církevních otců, která značně kontrastovala s řeckým a římským pojetím homosexuálních vztahů včetně pederastie. Didaché v seznamu příkazů zahrnuje "Nebudeš kazit chlapce". To může být jedním z příkladů raně křesťanských spisů, které jednoznačně nesouhlasí s nejviditelnějšími formami homosexuality ve své době: pederastií a mužskou prostitucí. Kléméns Alexandrijský káral pohany za oslavu bohů, kteří svádějí chlapce. Eusébios z Césareje napsal o Bohu: "...zakázal veškeré nezákonné formy manželství, všechny nepatřičné praktiky a spojení žen se ženami a mužů s muži." Apologie Aristitidese z Athén, představená císaři Hadriánovi někdy v letech 117-138 popírala řeckou praxi uctívání bohů, "z nichž někteří se znečišťovali uleháním s muži". Basileos Veliký jako jeden z prvních uvádí sankce za homosexualitu: "Ten, kdo je vinen nepatřičností s muži, se provinil stejně jako cizoložník." Pohlavní styk mezi muži odsoudil i konstantinopolský arcibiskup Jan Zlatoústý v rozpravě o listu Římanům 1,26-27.

### Středověk
Termín sodomie ve středověku zahrnoval masturbaci, přerušovanou soulož, zoofilii, nevaginální pohlavní styk, anální sex a felaci (ať už homosexuální nebo heterosexuální). Hildegarda z Bingenu kolem roku 1050 napsala ve své Bohem inspirované knize Scivias (Cestyvěz): "Muž, který hřeší s jiným mužem jako se ženou, hřeší proti Bohu... Žena která přebírá ďábelské způsoby a hraje mužskou roli ve spojení se ženou, je v mých očích nejvíce hanebná a stejně tak ten, kdo se v tomto zlém skutku podřídí jiné osobě." Na třetím lateránském koncilu papež Alexandr III. vyhlásil, že kněží, kteří se proviní sodomií mají být vyloučeni ze svého úřadu, nebo se oddat kajícnému životu v klášteře. V případě laiků se uplatňovala exkomunikace. Tomáš Akvinský se v Summa Theologica dotýká homosexuality na mnoha místech.

## Známí katolíci s homosexuální orientací
- Michelangelo Buonarroti – italský renesanční sochař, architekt, malíř
- Andy Warhol – americký malíř, grafik, filmový tvůrce
- Radclyffe Hall – anglická básnířka a spisovatelka
- Daniel A. Helminiak – americký kněz, spisovatel, teolog a psycholog
- Dagmar Křížková – česká psychiatrička a sexuoložka, zakladatelka Logosu
- Martin C. Putna – český literární historik, kritik a pedagog aktivně se věnující problematice homosexuality ve vztahu s církví.